# Шип (Вишеград)
Шип је насељено мјесто у општини Вишеград, Република Српска, БиХ. Према попису становништва из 1991. у насељу је живјело 37 становника.

## Становништво
Према попису становништва из 1991. године, место је имало 37 становника, од који већину чине Муслимани.
| Националност | 1991.       |
| Муслимани    | 31 (83,78%) |
| Срби         | 6 (16,22%)  |
| Укупно       | 37          |

| Демографија- | Демографија- | Демографија- |
| Година       | Становника   | Становника   |
| ------------ | ------------ | ------------ |
| 1981.        | 0            |              |
| 1991.        | 37           |              |